# Traqueostomía
Una traqueostomía es un procedimiento quirúrgico realizado con objeto de crear una apertura dentro de la tráquea, a través de una incisión ejecutada en el cuello, y la inserción de un tubo o cánula para facilitar el paso del aire a los pulmones. Su objetivo es restablecer la vía aérea y su adecuada función respiratoria. Sin embargo, el procedimiento no está exento de riesgos, por lo que es necesario conocer con exactitud sus indicaciones y técnica quirúrgica.

## Otros conceptos
Este término no debe confundirse (aunque es frecuente incluso en la literatura médica) con otros procedimientos quirúrgicos:
- Traqueotomía es la técnica quirúrgica para retirar cuerpos extraños o muestras para biopsias y se cierra inmediatamente después.
- Traqueostoma es la abocadura de la tráquea a la superficie del cuello para laringectomizados.
- Cricotirotomía es el procedimiento de urgencia realizado entre los cartílagos tiroides y cricoides.

## Historia
Este procedimiento data desde el año 1500 a. C., atravesado por tres periodos: 1) Hasta el año 1500 d. C., en donde se practicaron las primeras incisiones en cuello y garganta. 2) Posteriormente del año 1546 al 1833 se reportan en los escritos de Buassorolo como un procedimiento inadecuado y el que escasos cirujanos se atreverían a practicarlo. 3) Desde 1833, Trausseau comunica 200 casos de difteria en los que realizó la técnica. Fue así que la traqueostomía se fue convirtiendo en una cirugía exitosa para tratar principalmente la obstrucción respiratoria aguda y la asfixia.
La traqueostomía es un procedimiento quirúrgico muy antiguo que puede ser realizado con fines terapéuticos o electivos, en la actualidad, su uso se encuentra ampliamente difundido, siendo necesaria para algunas enfermedades.
La traqueostomía percutánea es un procedimiento mínimamente invasivo, de creciente instauración. En los últimos años se ha convertido en la alternativa a la traqueostomía quirúrgica y se está imponiendo como técnica de primera elección en los pacientes en estado crítico.

## Tipos
La traqueostomía pueden ser dividida en dos grupos:
- Traqueostomía de urgencia.
- Traqueostomía electiva.

### Traqueostomía de urgencia
Es la más realizada y está indicada en las insuficiencias respiratorias agudas altas, como las producidas por:
- Cuerpos extraños laríngeos
- Edemas de la laringe
- Edemas de la base de la lengua
- Epiglotitis
- Estenosis laríngea o subglótica
- Malformaciones congénitas
- Neoplasias laríngeas
- Parálisis de cuerdas vocales
- Traumatismos laríngeos
- Difteria laríngea y otras infecciones agudas
- Traumatismos craneoencefálicos

### Traqueostomía electiva
Es la que se realiza en forma preventiva cuando se espera, debido a la enfermedad de base, un empeoramiento de la ventilación, entre ellas tenemos las que se hacen en:
- Preoperatorio de grandes intervenciones, neuroquirúrgicas y del cuello
- Previo a la irradiación del cáncer laríngeo
- Enfa
- La media o transístmica
- La inferior o baja

Estas dos variantes de la operación tienen adeptos y detractores debido a las ventajas y desventajas de cada una de ellas. El cirujano debe dominar todas, ya que en determinados casos se ve obligado a optar por un determinado tipo.

## Procedimiento
A diferencia de la traqueostomía percutánea que suele efectuarse en la unidad de cuidados intensivos, la traqueostomía suele efectuarse en el quirófano, donde se controla satisfactoriamente la ventilación del paciente y se mantiene una técnica aséptica óptima. Se hace una abertura entre el segundo y el tercer anillo traqueales. Después de que la tráquea quede expuesta, se inserta una sonda de traqueostomía con un manguito de tamaño adecuado. El manguito es un dispositivo inflable unido a la sonda de traqueostomía, el cual se diseñó para ocluir el espacio entre las paredes de la tráquea y la sonda, de modo que permita una ventilación mecánica efectiva y reduzca el riesgo de aspiración.
La sonda de traqueostomía se fija al cuello del paciente con cintas adhesivas. Es usual que se coloque un cuadro de gasa estéril entre la sonda y la piel, a fin de absorber el drenaje y prevenir infecciones.

## Cánula de traqueostomía

### Definiciones
- Ángulo: al ángulo obtuso formado entre el eje longitudinal del extremo distal y el extremo proximal de la cánula.
- Extremo distal: a la porción de la cánula opuesta al extremo proximal, que se conecta a los equipos de ventilación o de administración de gases.
- Extremo proximal: a la porción de la cánula que se introduce en la tráquea del paciente.
- French: a la escala utilizada para designar el diámetro externo de un producto tabular, cada unidad French equivale a 0.33 mm.
- Longitud de la línea central: a la distancia del costado del paciente de la placa de retención al extremo proximal de la cánula a lo largo de la línea central.
- Plástico grado médico: a los polímeros o copolímeros, los cuales son procesados mediante formulaciones específicas que garantizan la inocuidad del producto.

### Descripción
Artículo de uso médico elaborado con elastómero de silicón grado médico estéril, atóxico, desechable, la superficie del producto que se ponga en contacto con los líquidos administrados, líquidos corporales o tejidos del paciente, no deben contener sustancias que puedan disolverse o provocar reacciones con los mismos. Las partes mínimas que integran la unidad son:
- Tubo de la cánula: sección tubular de plástico grado médico, con la curvatura adecuada para su inserción en la tráquea; ensamblada firmemente en su extremo distal a un adaptador o conector para máquina, con una endocánula y una placa de retención para el cuello flexible o rígida, móvil o fija sobre el límite inferior de dicho conector. La punta del extremo proximal debe ser plana, con bordes uniformemente redondeados, debe tener globo de autorretención cerca de la punta. Debe ser de fácil inserción y manejo con el mínimo traumatismo para el paciente.
- Endocánula: sección tubular de plástico grado médico, que se ajusta perfectamente a la cavidad interior del tubo de la cánula, cuya función es la de facilitar la limpieza de la cánula. La punta de su extremo proximal debe ser plana y sobre su extremo distal debe tener un adaptador con un anillo roscado para su manipuleo.
- Guía: estilete de plástico grado médico, con punta especialmente diseñada para facilitar la inserción del tubo de la cánula dentro de la tráquea.
- Balón de neumotaponamiento: balón, integrado cerca de la porción intratraqueal del tubo de la cánula, cuya función es la de conseguir una posición alineada del tubo, asegurando una obturación efectiva entre el tubo y la tráquea, evitando la fuga de aire/presión (en ventilación mecánica) y/o la aspiración de contenido orofaríngeo. Debe estar elaborado con material blando de baja extensibilidad y tener un volumen residual grande, y permanecer insuflado con una presión de entre 20 y 30 cmH2O (esto último debería ser controlado al menos una vez cada 4 horas).[3]
- Línea de inflado: conducto de forma cilíndrica, por medio del cual se introduce el aire que se requiere para inflar el globo autorretentivo.
- Balón piloto: dispositivo con válvula de cierre incorporado al tubo de inflado que permite regular el volumen de inflado del globo autorretentivo.
- Aletas de sujeción: dispositivo de autorretención de forma aproximada al contorno del cuello del paciente, cuya función es la de asegurar la posición de la cánula. Puede ser fija o móvil.
- Cinta de fijación: cinta de fibra textil, resistente, de textura suave, que no desprenda hilos, ni pelusas; su función es la de sujetar la placa de retención al cuello.

## Cuidados de enfermería
Los cuidados que la enfermería debe realizar antes y durante su realización de la traqueostomía son:
- Posición: decúbito supino con el cuello en hiperextensión, mediante un soporte adecuado bajo los hombros(en rossier), manteniendo el mentón en la línea media (la cabeza debe quedar más baja que el tórax).
- Realizar desinfección mecánica y química del área quirúrgica (asepsia y antisepsia de la región anterior del cuello hasta la horquilla esternal).
- Suministrar todo el material en el orden que el cirujano lo solicite (material y equipos).
- Mantener el campo estéril. Aunque la traqueostomía se debe realizar en una sala de quirófano, en ocasiones la urgencia obliga a realizarla en otros lugares, siempre que existan las condiciones mínimas para ello. De cualquier forma independientemente del lugar siempre debemos partir que es un procedimiento quirúrgico y siempre se deben de cumplir los principios de asepsia y antisepsia y las normas de un acto quirúrgico.
- Tener dispuestos todos los elementos necesarios para brindar soporte ventilatorio si fuere necesario y además, fuente de oxígeno, medicamentos y otros elementos necesarios para tratar las complicaciones que se puedan presentar de inmediato.
- Estar presente durante toda la técnica colaborando en la realización de la misma.
- Aspirar las secreciones traqueo-bronquiales.
- Medir signos vitales y valoración física general y constante durante todo el procedimiento, fundamentalmente la función respiratoria, cardiovascular y neurológica.
- Fijar la cánula: Esto se logra colocando una cinta o gasa que en la cánula que luego se pasa y anuda al cuello del enfermo. Este sencillo paso es muy importante, ya que si la cánula se fija mal esta pudiera salir de su canal y originar una urgencia por perdida de orificio de Traqueostomía, fundamentalmente en las primeras 48 a 72 horas.
- Retirar las gasas de alrededor de la cánula.
- Limpiar la zona con solución salina.
- Preparar un apósito de gasas con estériles. No cortes gasas por la mitad, pues las hebras se pueden introducir en el tejido celular subcutáneo y causar infección.
- Observar la zona de la piel que circunda la traqueotomía.
- Mantener siempre secas las gasas que rodean el estoma.

## Complicaciones
Las complicaciones pueden surgir a corto o largo plazo en el curso del tratamiento con sonda de traqueostomía, incluso años después de quitarla. Las complicaciones tempranas incluyen hemorragia, neumotórax, embolia gaseosa, aspiración, enfisema subcutáneo o mediastínico, lesión del nervio laríngeo recurrente o penetración de la pared traqueal posterior. Las complicaciones a largo plazo abarcan obstrucción de vías respiratorias por acumulación de secreciones o protrusión del manguito sobre el orificio de la sonda, infección, rotura del tronco arterial braquiocefálico, disfagia, fístula traqueoesofágica, dilatación traqueal o isquemia y necrosis traqueales. Puede desarrollarse estenosis traqueal después de retirar la sonda.

## Cierre después de la traqueostomía

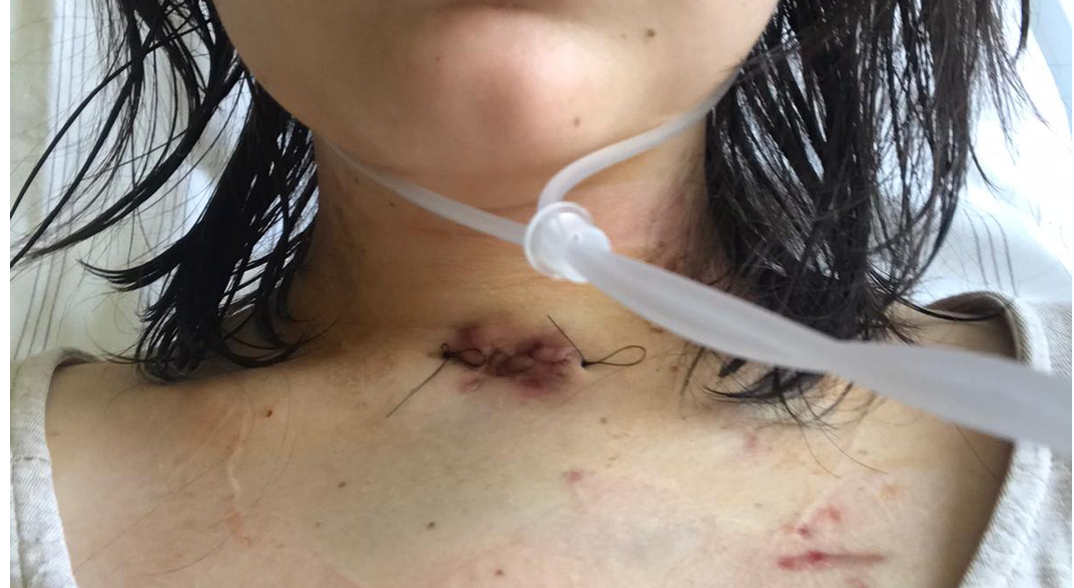
Cierre de traqueostomía, vista frontal. Se desconoce el nombre de la técnica de sutura.

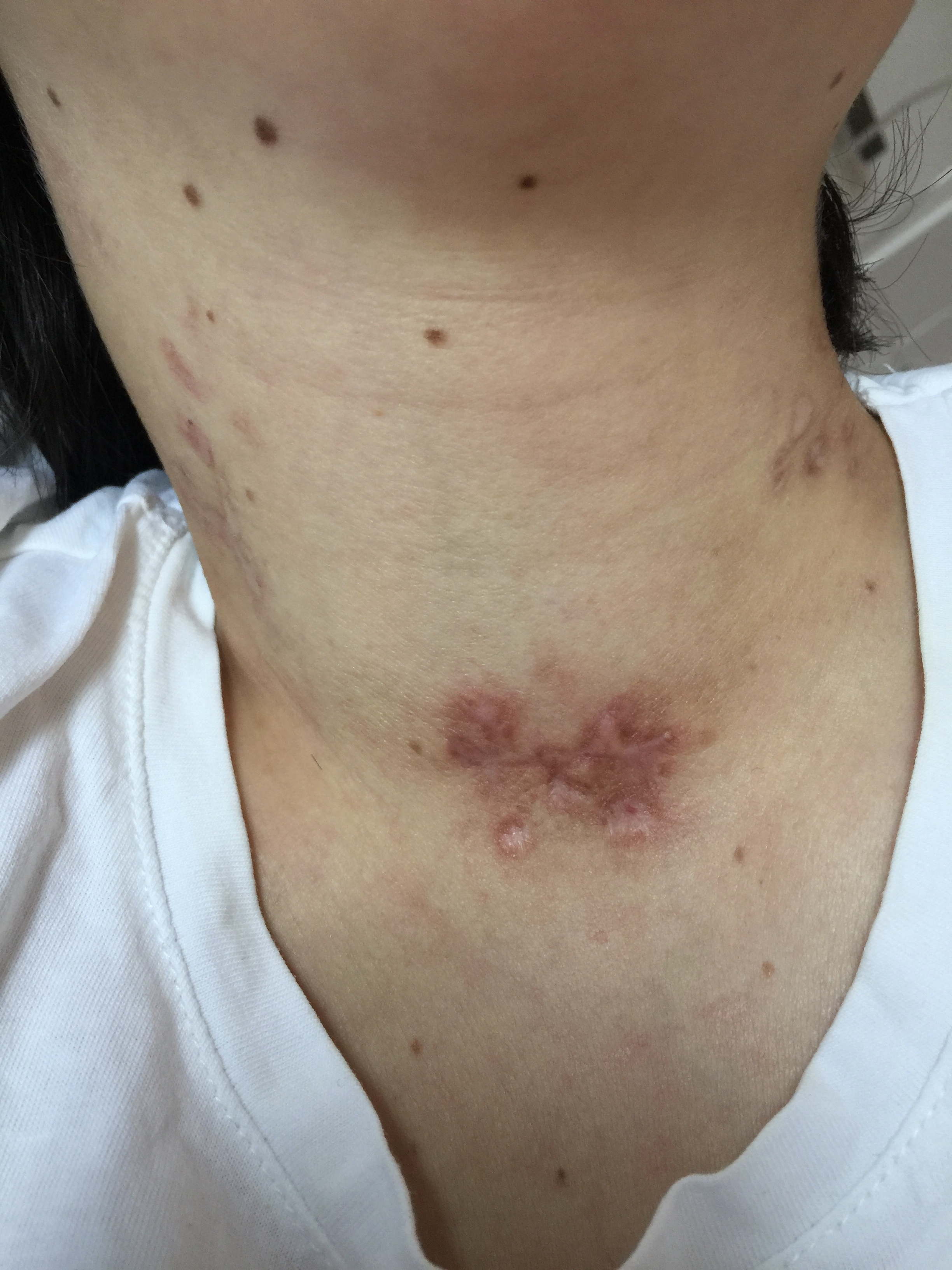
Cicatriz después de dos meses de remoción de sutura.

Se han informado varias técnicas para cerrar tales fístulas. Sin embargo, todavía no se ha establecido un procedimiento estándar.